# Гвоздиківка (Корюківський район)
Гвоздикі́вка — село в Україні, у Сновській міській громаді Корюківського району Чернігівської області. Розташоване на протилежному від м. Сновська березі р. Снов, вздовж автодороги Сновськ—Городня.

## Історія
За місцевою легендою, під час подорожі імператриці Катерини II місцевими мешканцями було викрадено золотий цвях з царського возку, що далося взнаки у назві села. Насправді про перебування імператриці у цій місцевості достовірні свідчення відсутні.
Агропромислове господарство, 8—річна школа, пам'ятник подіям 1941-43 р. — радянська гармата на постаменті біля автодороги.
12 червня 2020 року, відповідно до розпорядження Кабінету Міністрів України № 730-р «Про визначення адміністративних центрів та затвердження територій територіальних громад Чернігівської області», увійшло до складу Сновської міської громади.
19 липня 2020 року, в результаті адміністративно-територіальної реформи та ліквідації Сновського району, село увійшло до складу Корюківського району.

## Населення

### Мова
Розподіл населення за рідною мовою за даними перепису 2001 року:
| Мова       | Кількість | Відсоток |
| ---------- | --------- | -------- |
| українська | 440       | 94.42%   |
| російська  | 22        | 4.72%    |
| білоруська | 4         | 0.86%    |
| Усього     | 466       | 100%     |